# Incat
Incat er et australsk skibsværft, med hovedsæde i Hobart på Tasmanien.
Værftet har blandt andet leveret Molslinjens katamaranfærger.